# Віктор Долідзе
Віктор Ісидорович Долі́дзе (груз. ვიქტორ ისიდორეს ძე დოლიძე; 30 липня 1890, Озургеті — 24 травня 1933, Тифліс) — радянський грузинський композитор.

## Біографія
Народився 18 [30] липня 1890 року в місті Озургеті в Гурії (нині Грузія) в бідній селянській сім'ї. Навчався у Тифліському комерційному училищі, де організував струнний оркестр (мандоліни та гітари). В 1910 році на конкурсі мандолініста отримав першу премію. Після закінчення училища вступив до Київського комерційного інституту та паралельно став займатися в музичному училищі по класах скрипки і композиції. У 1917 році закінчив училище і з цього ж року мешкав у Тифлісі, де присвятив себе композиторській діяльності.
Помер в Тифлісі 24 травня 1933 року. Похований у Тбілісі на Дідубійському пантеоні.

## Творчість
Автор першої грузинської комічної опери «Кето і Коте» на власне лібрето за комедією «Ханума» Авксентія Цагарелі, що завоювала широку популярність. У літературі цей твір часто розглядається і як оперета. Також автор опер «Лейла» (1922), «Цисана» (1929), «Замира» (уривки виконувалися у 1930 році).
Автор творів:
- для оркестру: симфонія «Азербайджан» (1931—1932), фантазія «Іверіада» (1925), марш «У країні нартів»;
- для фортепіано з оркестром: концерт (1932);
- романсів (9).

З кінця 1920-х і в 1930-х роках вів роботу 31 збирання і запису осетинського музичного фольклору (зібрав понад 200 пісень і танців). Незабаром створив оркестрові мініатюри «Осетинська лезгинка», «Танець запрошення» — «Хонга-кафт» та інші.

## Виноски
1. ↑  Перша постановка у 1919 році в Тифлісі.
2. ↑  За п'єсою Авксентія Цагарелі «Лезгинська дівчина Гулджавар».
3. ↑  На сюжет Ертацмінделі.
4. ↑  На основі народних осетинських легенд «Чермен» і «Замира».
5. ↑  Опера залишилася незакінченою.